# Mesure de Banach
Une mesure de Banach est un type de mesure utilisée en mathématiques pour définir formellement l'aire géométrique. Elle est particulièrement utile pour définir l'aire dans les problèmes où l'on a recours à l'axiome du choix.
La notion intuitive d'aire peut être représentée en théorie de la mesure, par une mesure  sigma-additive ; c'est-à-dire que l'aire de la réunion d'un ensemble dénombrable de parties deux à deux disjointes est la somme des aires de toutes ces parties.
Une telle mesure laisse toutefois la possibilité de construire des ensembles non-mesurables, auxquels on ne peut attribuer aucune valeur d'aire. Par conséquent, certaines transformations géométriques comme des découpages ne préservent pas les aires. C'est par de telles transformations que l'on arrive par exemple au paradoxe de Banach-Tarski en dimension 3.
Une mesure de Banach est un type de mesure généralisée qui permet de contourner ce problème.

## Définition
Une mesure de Banach sur un ensemble Ω est une mesure finie (c'est-à-dire ne prenant que des valeurs finies) et simplement additive μ ≠ 0, définie pour tout sous-ensemble dans ℘(Ω), et dont la valeur est nulle pour tout sous-ensemble fini.
Une mesure de Banach sur Ω prenant ses valeurs dans {0, 1} est appelée une mesure d'Ulam sur Ω.
Comme le montre le paradoxe de Vitali, une mesure de Banach ne peut être étendue en une mesure sigma-additive sans que certaines parties deviennent non mesurables.
Stefan Banach a montré que l'on peut définir une mesure de Banach dans le plan euclidien compatible avec la mesure de Lebesgue usuelle. En d'autres termes les parties de {\displaystyle \mathbb {R} ^{2}} qui sont Lebesgue-mesurables sont également Banach-mesurables et ont même mesure.
L'existence de cette mesure prouve l'impossibilité du paradoxe de Banach-Tarski en deux dimensions : dans le plan, il n'est pas possible de découper un ensemble donné de mesure finie en un nombre fini d'ensembles pouvant être ensuite réassemblés en un nouvel ensemble de mesure différente, car cela violerait les propriétés de la mesure de Banach qui étend la mesure de Lebesgue.